# Surviv.io
Surviv.io est jeu vidéo gratuit par navigateur, multijoueur en ligne de type bataille royale, développé par Justin Kim, Nick Clark. D'abord édité en octobre 2017 sur son site web, il fut ensuite accessible sur iOS en octobre 2018, et sur les appareils Android en novembre 2018. Semblable à d'autres titres du genre bataille royale, les joueurs se battent contre d'autres joueurs sur une grande carte dans une vue aérienne, cherchant des fournitures, des protections et des armes,. Le jeu prend également en charge des modes d'équipes à deux ou quatre joueurs, et peut également être joué sur les navigateurs mobiles.

## Principe du jeu
Les joueurs, également appelés « Survivrs », sont représentés par des figures circulaires, sur le terrain de jeu : l'Île. Le terrain est semblable à une grille 2D, entourée par une « zone rouge » circulaire, où les joueurs ne peuvent rester longtemps sans perdre leurs points de vie et mourir, qui se réduit au fur et à mesure que le jeu avance. Les dégâts créés par cette « tempête » deviennent plus puissants (de 1 à 40 dégâts). Les joueurs commencent une partie en temps réel avec seulement leur skin (s'ils en ont un) et leurs poing ou un couteau que l'on peut acheter avec des patates dorées. Du matériel est placé partout sur la carte de l'Île, dans des caisses, des maisons et d'autres bâtiments ; les joueurs collectent ainsi des armures, des sacs à dos, des fournitures médicales, et surtout diverses armes pour éliminer tous les adversaires,,. Les armes vont des fusils aux mitraillettes, en passant par les snipers et les grenades, ainsi que toutes les armes de corps à corps comme des couteaux ou des haches. Une légende dit que plus les joueurs tuent plus ils deviennent puissants et sont clonés dans le bunker de l'hydra pour former une armée plus puissante (50vs50) sous l'ordre de la fondation PARMA (l'armée bleue) pour récupérer l'île aux mains des soviétiques (Armée rouge).
Certaines références des développeurs utilisées sont issues de la mythologie japonaise.
Les joueurs commencent la partie dans des arènes contenant en moyenne entre 40 et 100 joueurs selon l'affluencebet doivent survivre face à leurs adversaires et la zone rouge par tous les moyens. Le dernier joueur survivant de la partie est déclaré vainqueur.

## Modes de jeu
Il existe sur le jeu un mode solo (chacun pour soi), un mode duo (les joueurs sont largués par deux, et gagnent ensemble) et un mode « squad » (une équipe de 4 joueurs se battant collectivement). Des modes « évènements » arrivent fréquemment sur le jeu ; pour une durée de quelques jours ou quelques semaines, les joueurs jouent avec des règles spéciales, comme un terrain et des armes exceptionnels, des pouvoirs inhabituels à trouver dans l'arène et procurant de nombreux avantages, une bataille 50-50 entre deux équipes rouge et bleue rassemblant tous les joueurs d'une même partie, etc.
Dans le mode de jeu "Cobalt", une simulation de biosynthétique conçue par le Pr. Chendler TALLOWS et de toute l'organisation PARMA initiative en partenariat avec KHI qui laisse les joueurs choisir leur classe (entre Scout, Sniper, Medic, Assault, Demo et Tank). Ainsi TALLOWS obtiendra un jour la meilleure armée pour son organisation : PARMA Initiative. Cette simulation ajoute des arbres, des buissons et de l'herbe synthétique bleuâtre. La simulation n'a pas supporté la création d'une source de lumière puissante. C'est la raison pour laquelle le mode Cobalt est bleu et sombre. Cette explication du mode de jeu provient de la Lore du jeu émise par les développeurs. Les armes sont souvent changées et ils ont des forces différentes.
Le mode "Patate" est le monde normal mais avec l'ajout de patates qui repoussent aux mêmes endroits à chaque minutes à peu près. Ces patates, quand elles sont détruites, changent l'arme avec lequel vous avez détruit la patates en un autre de façon aléatoire avec moins de chance d'obtenir une arme puissante qu'une arme faible de même si vous tuez un autre joueur. Vous pouvez seulement obtenir des armes rare et puissante à chaque coup si vous avez le « casque patate » qui est très rare et se retrouve dans des « golden airdrops » ainsi que dans les « casiers dorés » de la « prison ». Ce mode regroupe les fusils de tous les autres modes et y rajoute le « Patato canon » et le « Spud gun ». Le « Patato canon » se retrouve dans la boîte rouge avec un logo d'épée par-dessus, celle-ci est située dans le sous-sol du « club ». Vous pouvez aussi l'avoir en votre possession en le trouvant dans un « golden airdrop ». Le « Spud gun » quant à lui se retrouve seulement dans le bidon orange gigantesque de la maison au toit vert. Un fait intéressant est que cette maison possédait un faux mur, vous pouviez y passez à travers. Depuis la saison 5 de Surviv.io, il n’est plus possible de le traverser.
La monnaie de ce jeu est les patates dorées, faisant référence à un de leurs modes de jeu le plus populaire, le mode patate. Ces patates peuvent être obtenues par l'accomplissement de tâche donnée chaque jour.

## Développement
Surviv.io est développé par Justin Kim eg Nick Clark,. Kim a déclaré que leur philosophie de conception lors de la conception du jeu consistait à permettre au joueur d’entrer dans le jeu le plus rapidement possible, en minimisant le temps entre les matchs. Le jeu est régulièrement mis à jour avec de nouveaux éléments et de nouvelles cartes, accueille parfois des nouveautés de jeu et des mises à jour du logiciel. Plusieurs secrets et organisations font partie de l'histoire du jeu, comme PARMA Initiative ou bien KHI (Kuga Heavy Industry), qui sont à l'origine des bunkers et de certains événements et armes de l'île de Surviv.io.

## Réception
PC Gamer a fait l'éloge du jeu rapide du jeu et de la brièveté de ses matchs et l'a qualifié de « l'un des jeux de BR les plus agréables sur le marché ». 
Ben Burns, écrivant pour VG247, a qualifié le jeu de « titre de bataille royale le plus populaire après Fortnite et PUBG  ».